# کارادنیک
کارادنیک (به صربی: Karadnik) یک منطقهٔ مسکونی در صربستان است که در بوجانوواچ واقع شده‌است. کارادنیک ۴۵۵ نفر جمعیت دارد.